# هدرسلبن (هارتس)
هدرسلبن (به آلمانی: Hedersleben) یک شهر در آلمان است که در هارتس واقع شده‌است. هدرسلبن ۱٬۷۳۵ نفر جمعیت دارد.